# Diego Abal
Diego Abal (* 28. Dezember 1971) ist ein Fußballschiedsrichter aus Argentinien und seit 2008 internationaler Schiedsrichter der FIFA. Er lebt in San Salvador.
Im Jahr 2005 debütierte er in der ersten argentinische Liga, im Februar 2010 leitete er sein erstes Spiel in der Copa Libertadores. Nach seiner Teilnahme an der südamerikanischen U17-Meisterschaft 2009 wurde er von der FIFA als Schiedsrichter für die U17-WM 2011 in Mexiko ausgewählt, wo er zwei Vorrundenspiele leitete.
Er steht auf der Auswahlliste für die Fußball-Weltmeisterschaft 2014 und nimmt am Konföderationen-Pokal 2013 in Brasilien teil.